# Yiannis Ploutarhos

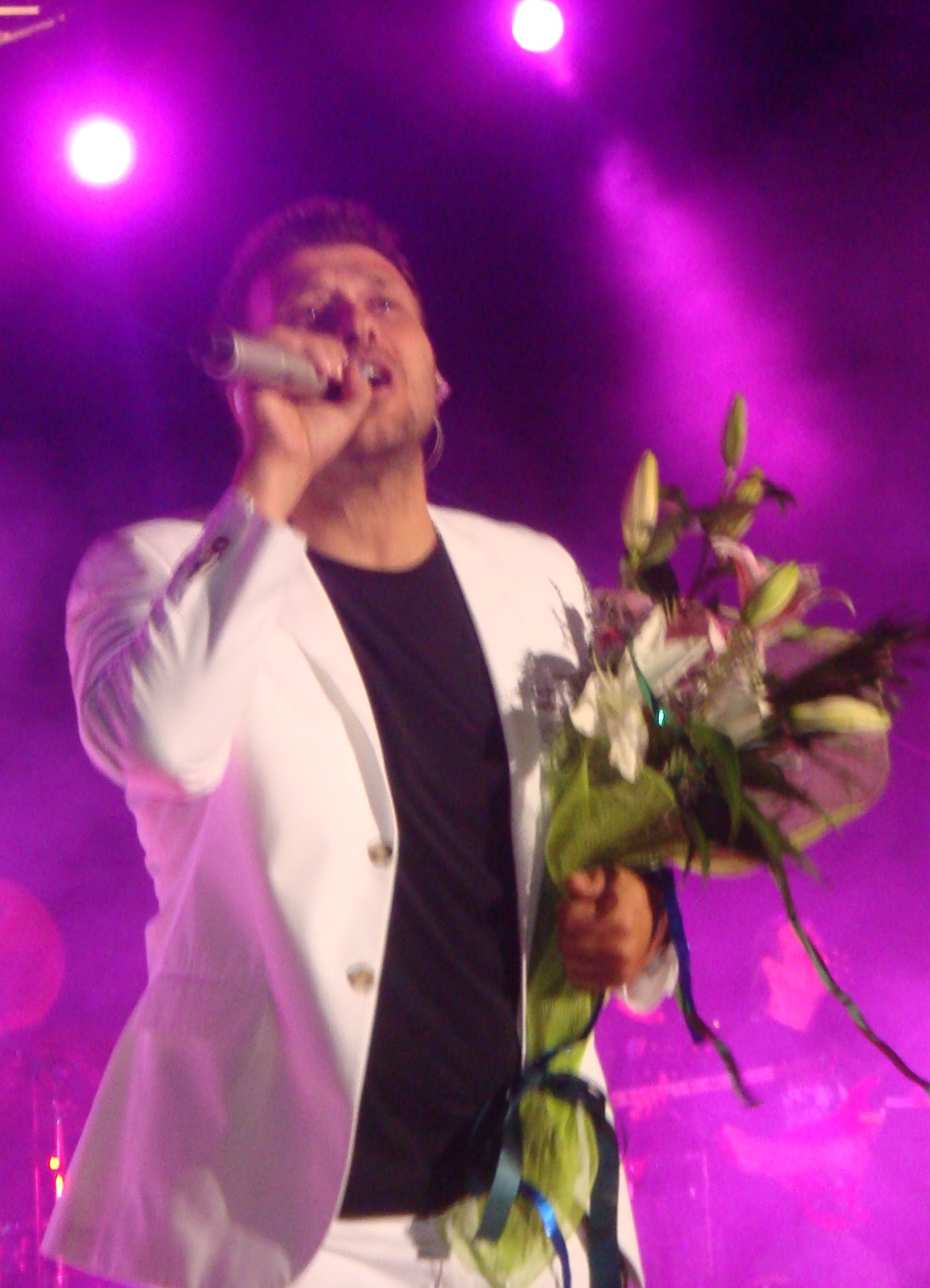
Yiannis Ploutarhos

Yiannis Ploutarhos (greacă:Γιάννης Πλούταρχος n. 18 decembrie 1970) este un cântăreț grec.

## Discografie

### Albume
- Mono Esy (1999)
- Ipirhan Orki (2000)
- Mikres Fotografies (2001)
- Den Einai O Erotas...Paidi Tis Logikis (2002)
- Pai Ligos Kairos (2003)
- Ola Se Sena Ta Vrika (2005)
- Krimmena Mystika (2006)
- Stigmes (2007)
- O, ti Genniete Stin Psyhi (2008)
- Prosopika Dedomena (2010)
- I Dynami Tou Erota (2011)
- Dio Fones Mia Psihi (2012)
- Kato Ap' Ton Idio Ilio (2013)
- O Anthropos Sou (2014)
- Thema Hronou (2016)
- Pera Ap' Ta Matia Mou (2017)

### EP
- Giannis Ploutarhos (1998)